# Strange Days (album)
 (avril 2020).
Si vous disposez d'ouvrages ou d'articles de référence ou si vous connaissez des sites web de qualité traitant du thème abordé ici, merci de compléter l'article en donnant les références utiles à sa vérifiabilité et en les liant à la section « Notes et références ».
Pour les articles homonymes, voir Strange Days.
Albums de The Doors
The Doors
(1967) Waiting for the Sun
(1968)
Strange Days est le deuxième album du groupe américain The Doors, sorti le 25 septembre 1967 chez Elektra Records. Cet album fut un succès commercial, grimpant à la 3ème place des charts américains et raflant un Disque de Platine. Il contient deux singles ayant atteint le Top 30 : People Are Strange et Love Me Two Times.

## Histoire
Strange Days fut enregistré entre les tournées de mai à août 1967 au Sunset Sound Recorders à Hollywood (le même studio utilisé pour The Doors). Contrairement aux sessions de 1966, le producteur Paul A. Rothchild et l'ingénieur du son Bruce Botnick firent usage d'un enregistreur 8 pistes dernier cri. Les interminables sessions permirent au groupe d'expérimenter en studio et de peaufiner leur son si caractéristique avec de nouvelles techniques instrumentales. Selon Botnick, cette nouvelle approche leur fut inspirée par l'écoute de Sgt. Pepper's Lonely Hearts Club Band dont ils avaient réussi à obtenir une copie avant sa sortie. Botnick déclara que le groupe avait "complètement halluciné" en l'entendant et qu'ils voulaient suivre l'exemple des Beatles dans cette nouvelle voie, sans aucune limite.
Sur la piste "Horse Latitudes", Botnick se sert du bruit blanc d'un magnétophone, en en variant la vitesse, pour obtenir ce bruit de vent qui souffle. Le groupe explora aussi les techniques de la musique concrète sur cet album. Le musicien de sessions Doug Lubahn joua de la basse sur sept morceaux de l'album.

## Composition
Plusieurs titres de Strange Days ont été composés à l'époque du premier album. Deux démos (My Eyes Have Seen You et Moonlight Drive) remontent à 1965 avant que Robby Krieger ne rejoigne le groupe. Le deuxième morceau est d'ailleurs, selon Jim Morrison lui-même, celui qu'il chanta à Ray Manzarek sur une plage californienne à l'été 1965 lors de leur première rencontre. Même si la chanson fut travaillée à deux reprises durant les débuts du groupe, elle fut vite abandonnée car jugée trop insatisfaisante. Ils le réarrangèrent à la sauce blues avec un rythme légèrement à contretemps et la guitare slide de Krieger offrant une atmosphère mystérieuse et inquiétante.
Le premier single tiré de l'album, People Are Strange, fut composé au début de l'année 1967 après que Krieger, John Densmore et un Morrison déprimé se rendirent au sommet de Laurel Canyon. Densmore relate l'histoire de sa composition dans son livre Riders on the Storm. Densmore et Krieger, qui étaient alors colocataires, reçurent un jour la visite de Morrison qui semblait grandement abattu. A la suggestion de Densmore, ils allèrent se promener dans Laurel Canyon, ce qui lui fit vraisemblablement le plus grand bien. Morrison revint de sa promenade « euphorique » avec les premières ligne de People Are Strange.
Bien que Morrison soit le principal parolier, Krieger écrivit lui aussi plusieurs chansons des plus connus du groupe, comme le précédent Light My Fire. Selon les membres du groupe, sa composition Love Me Two Times était au sujet d'un soldat ou d'un marin qui prenait du bon temps avec sa petite amie avant de prendre la mer pour partir au front. Manzarek décrivit la chanson comme « un superbe classique blues/rock de la part de Robbie ». En 1997, Krieger déclarait au journaliste de Guitar World Alan Paul que l'idée de base lui était venu d'un album de Danny Kalb, un bluesman new-yorkais. Manzarek joue du clavecin et non du clavicorde sur la version finale. Il trouvait cet instrument comme « le plus élégant » malgré le fait qu'il ne sonnait pas très rock & roll. Une version fut raccourcie à 2:37 et sortie comme deuxième single après People Are Strange. Il grimpa à la 25ème place du Billboard Hot 100. Love Me Two Times eut pourtant du mal à s'imposer sur les ondes radio, se voyant même censuré à New Haven dans le Connecticut, les paroles jugées « trop controversées », au grand dam du groupe.
L'album se conclut avec les onze minutes épiques de When the Music's Over.

## Pochette
La pochette de Strange Days, qui représente un défilé d'artistes de rue, fut photographiée par Joel Brodsky. Elle fut prise à Sniffen Court, une allée résidentielle proche de la 36ème rue entre Lexington et la 3ème avenue de Manhattan. Peu de réels artistes étaient disponibles. C'est donc l'assistant de Brodksy qui s'improvisa jongleur quand un chauffeur de taxi fut payé 5€ pour prendre la pose avec une trompette. Le couple de nains fut quant à lui engagé, l'un apparaissant au recto de la pochette et l'autre au verso, les deux parties constituant une seule et même fresque. Néanmoins, une affiche du groupe est visible des deux côtés de la pochette, donnant un indice sur le nom du groupe et le titre de l'album. C'est d'ailleurs une photographie tirée du recto de leur premier album. À cause de cette large discrétion, de nombreux disquaires apposaient un auto-collant sur l'album afin d'aider le client à l'identifier.

## Réception
Strange Days sortit le 25 septembre 1967. L'album est un franc succès commercial, restant soixante-trois semaines dans les charts américains (jusqu'à novembre 1967) et atteignant même la troisième marche du podium. Son impact fut ironiquement atténué par le succès persistant du premier album qui resta dans le Top 10 durant dix mois.

Le critique musical Robert Christgau qualifia l'album de "musclé mais difforme" en mai 1968 dans un article pour Esquire mais reconnut que les Doors étaient "sortis de nulle part pour régner sur les groupes américains les plus hard". Rolling Stone avoua aussi que l'album "possède toute la force et l'énergie du premier, mais demeure plus subtile, plus complexe, et bien plus efficace" et affirma que "l'album entier est construit en cinq actes comme une tragédie. Comme une tragédie grecque, tu sais quand la musique est finie ("When the Music's Over") car c'est une catharsis."

## Titres
Toutes les chansons sont créditées Jim Morrison, Robby Krieger, Ray Manzarek et John Densmore.
1. Strange Days – 3:11
2. You're Lost Little Girl – 3:03
3. Love Me Two Times – 3:18
4. Unhappy Girl – 2:02
5. Horse Latitudes – 1:37
6. Moonlight Drive – 3:05
7. People Are Strange – 2:12
8. My Eyes Have Seen You – 2:32
9. I Can't See Your Face in My Mind – 3:26
10. When the Music's Over – 10:58

### 40th Anniversary Mixes Bonus tracks
1. People Are Strange (False Starts & Dialogue) – 1:57
2. Love Me Two Times (Take 3) – 3:19

- Unhappy Girl  (Mix alternatif / mono) – 2:02

## Singles tirés de l'album
- People Are Strange / Unhappy Girl #12 (États-Unis)
- Love Me Two Times / Moonlight Drive #25 (États-Unis)

## Personnel
- Jim Morrison – chant, synthétiseur Moog sur "Strange Days"
- Ray Manzarek – claviers, marimba sur "I Can't See Your Face In My Mind"
- Robby Krieger – guitare
- John Densmore – batterie
- Douglas Lubahn – basse sauf sur "Unhappy Girl", "Horse Lattitudes" et "When the Music's Over"